# Son Jong-nam
Son Jong-nam (kor. 손정남; ur. 11 marca 1958, zm. w grudniu 2008) – chrześcijański misjonarz w Korei Północnej, w 2008 roku zmarł w więzieniu w Pjongjangu, gdzie był wielokrotnie torturowany. Według organizacji praw człowieka powodem jego uwięzienia była jego wiara.

## Życiorys

### Korea Północna
W latach 1973–1983 Son Jong-nam służył w Koreańskiej Armii Ludowej, uzyskując stopień starszego sierżanta. Był jednym z członków elitarnej jednostki zajmującej się ochroną ważnych członków partii. Po zwolnieniu ze służby ożenił się, a w 1992 urodziła się jego córka. W 1997 jego żona została aresztowana za rzekome stwierdzenie, że nieudolna polityka ekonomiczna Kim Dzong Ila spowodowała klęskę głodu, która miała miejsce w tym czasie w Korei Północnej. Podczas przesłuchania została uderzona przez żołnierzy w brzuch, a ponieważ była w ósmym miesiącu ciąży, poroniła. Bojąc się o życie własne i swojej rodziny, Son Jong-nam postanowił uciec w styczniu 1998 wraz z żoną i córką do chińskiego miasta Yanji, leżącego na granicy z Koreą Północną, gdzie znajdował się już jego młodszy brat, również uciekinier. Jego żona zmarła jednak w lipcu 1998 na białaczkę.

### Nawrócenie
W Chinach uzyskał schronienie u protestanckich księży misjonarzy z Korei Południowej, którzy pracowali w ukryciu w Yanji i poza głoszeniem Ewangelii zajmowali się pomocą uciekinierom z Korei Północnej. Nawrócił się na chrześcijaństwo i postanowił samemu zająć się pracą misjonarza, narażając się na prześladowania ze strony władz chińskich.

### Deportacja
W 2001 został aresztowany przez Chińczyków ze względu na nielegalne głoszenie religii i deportowany do Korei Północnej, gdzie również był więziony. W koreańskim areszcie był poddawany licznym torturom. Jego brat twierdzi, że był bity w głowę pałką, głodzony i rażony prądem. Na skutek tego stracił na wadze ok. 30 kg.

### Uwolnienie i ponowny areszt
W 2004 został wypuszczony i ponownie uciekł do Yanji, by spotkać się z córką i bratem. Postanowił jednak nie zostawać za granicą i wrócił do kraju, by pracować w konspiracji jako misjonarz. W 2006 został ponownie aresztowany po tym, jak policja znalazła podczas przeszukania w jego domu Biblię. Został oficjalnie oskarżony o szpiegostwo na rzecz Korei Południowej i Stanów Zjednoczonych, jednak przedstawiciele organizacji praw człowieka twierdzą, że prawdziwą przyczyną jego aresztowania i tortur było to, że jest chrześcijaninem. Todd Nettleton z chrześcijańskiej organizacji Voice of the Martyrs stwierdził, że przesłuchanie nie dotyczyło powiązań Son Jong-nama z wrogami państwa, zadawano mu wyłącznie pytania o jego wiarę i pracę religijną.
W kwietniu 2006 jego brat, Son Jong Hoon, wniósł petycję do South Korean National Human Rights Commission, która miała na celu wymusić na władzach Korei Północnej zatrzymanie procesu Son Jong-nama. Zorganizował też konferencję prasową, na której mówił o łamaniu praw człowieka w tym kraju oraz stwierdził, że rząd Korei Południowej biernie się temu przygląda. National Human Rights Commission odpowiedział jednak, że nie jest w stanie nic zrobić, ponieważ nie zna żadnych szczegółów na temat tego, czy Son Jong-nam jeszcze żyje i jak wygląda jego obecna sytuacja. W odpowiedzi na to, Kim Kyu Ho, Sekretarz Generalny Christian Social Responsibility, ogłosił, że w czerwcu, gdy będzie zorganizowany tydzień modlitw za Koreę Północną, Chrześcijańska Rada Korei pomoże w ustaleniu statusu tej sprawy, tak, by organizacje międzynarodowe znały najnowszą sytuację i mogły zacząć działania. Ponadto, Son Jong Hoon spotykał się z wieloma amerykańskimi politykami, takimi jak senator Sam Brownback, ówczesny kandydat na prezydenta Stanów Zjednoczonych oraz senator Jim Inhofe z Oklahomy.

### Śmierć
Son Jong-nam zmarł jednak w więzieniu w grudniu 2008 roku. Wiadomość o jego śmierci nie została ogłoszona publicznie przez władze Korei Północnej. Świat, a także brat zmarłego misjonarza, dowiedział się o niej dopiero w listopadzie 2009.